# Schwan, kleb an

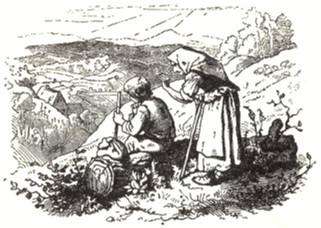
Holzschnitt, Ludwig Richter

Schwan, kleb an ist ein Märchen (AaTh 571). Es steht in Ludwig Bechsteins Deutsches Märchenbuch an Stelle 53 (1845 Nr. 65).

## Inhalt

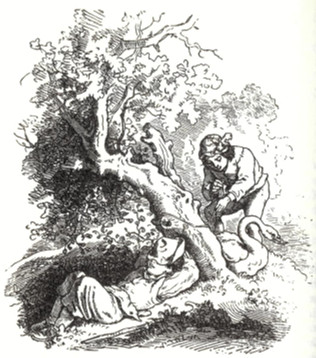
Holzschnitt, Ludwig Richter

Der jüngste Sohn muss sich von den zwei älteren alles gefallen lassen. Eine alte Frau rät ihm, fortzugehen, bei Sonnenuntergang einen Schwan mitzunehmen, der neben einem Schlafenden am Birnbaum festgemacht ist. Wenn dann die Leute an den schönen Federn rupfen wollen, ruft er „Schwan, kleb an!“, so kommt derjenige erst los, wenn er ihn mit dem Stöckchen berührt, das sie ihm auch gibt. Erst klebt ein mit Lehm verschmierter Junge an, dann eine Magd, die ihn befreien will, ein Kaminfeger, der Bajazzo einer Gauklergruppe, zuletzt der Amtmann und dessen Frau. Beim Anblick dieser Kette lacht die Königstochter, die noch nie gelacht hat. Der Held darf sie heiraten, wird Herzog, und beruft auch die alte Frau zu sich.

## Herkunft

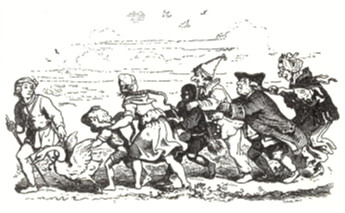
Holzschnitt, Ludwig Richter

Ein Bajazzo ist ein Clown, der Amtmann ein Würdenträger. Bechstein notiert „Mündlich in Franken“, es sei oft variiert, auch Piephahn, kleb dran. Laut seinem Vorwort von 1845 erzähle es Ludwig Köhler. Motivisch ähnlich ist Bechsteins Goldhähnchen.
Bechsteins Schwan, kleb an ist die zweite bekannte Buchfassung von Märchentyp AaTh 571 Klebezauber, neben Grimms Die goldene Gans. Wie in den meisten Fassungen kommt zum Wundertier auch ein Zauberspruch. Magd „mit hoch aufgeschürztem Rocke“ und Kaminfeger entsprechen dem üblichen Figurenarsenal, in einem osteuropäisch-asiatischen Subtyp bleibt einer Wunderheilerin der Rock in der Luft stehen.